# Cervicobrachialgie
Cervicobrachialgie (lateinisch/griechisch für Hals-Arm-Schmerz; Synonyme Cervicobrachialsyndrom, cervicobrachiale Neuralgie, Schulter-Arm-Syndrom, Arm-Schulter-Syndrom und cervikobrachiales Syndrom) heißen von der Halswirbelsäule ausgehende Schmerzen, die in den Arm ausstrahlen.

## Ursachen
Die möglichen Ursachen einer Cervicobrachialgie sind mannigfaltig, die Suche danach daher interdisziplinär.
Degenerative Veränderungen der Halswirbelsäule (Spondylose, Spondylarthrose oder Uncovertebralarthrose) und Bandscheibenvorfälle oder segmentale Bewegungsstörungen, beispielsweise nach einem Schleudertrauma gelten als klassische Gründe. Aber auch neurologische Erkrankungen wie die tumoröse Infiltration des Plexus brachialis, das Carpaltunnelsyndrom, die neurogene Muskelatrophie, das komplexe regionale Schmerzsyndrom, die Syringomyelie, die Meningeosis neoplastica, Neurinome der cervicalen Nervenwurzeln, die Cheiralgia paraesthetica (Druckschädigung des Ramus superficialis nervi radialis), traumatische Plexusläsion, das neurovaskuläre Kompressionssyndrom der oberen Thoraxapertur (engl. Thoracic-outlet/inlet-Syndrom, TOS/TIS) und das HWS-Schleudertrauma sind zu berücksichtigen. Das Syndrom kann insbesondere aufgrund seiner mannigfaltigen möglichen Ursachen differenzialdiagnostisch eine Herausforderung darstellen.

## Diagnostik
Diagnostisch werden neben der klinischen Untersuchung primär bildgebende Verfahren wie MRT oder CT empfohlen.

## Therapie
Die Behandlung richtet sich nach der ursächlichen Störung oder Schädigung. Degenerative Veränderungen sind zwar keiner sinnvollen Behandlung zugänglich, die davon verursachten Schmerzen aber sehr wohl. Medikamentös bieten sich hier Schmerzmittel an, aber auch Medikamente zur Muskelentspannung. Mit dem Tetrazepam bietet die Industrie einen Tranquilizer an, der in der gleichen Substanzklasse steht wie die anderen Benzodiazepine. Seit dem 1. August 2013 ruht die europäische Zulassung von Tetrazepam, es kann somit nicht verschrieben werden. Hier sollten die gleichen Vorsichtsmaßregeln gelten wie für alle anderen Medikamente aus dieser Gruppe.
Eine zweifelhafte Methode im Bereich der Halswirbelsäule ist die lokale Infiltration. Studien haben gezeigt, dass so keine langfristige Besserung ermöglicht werden kann. Auch der Nutzen der Akupunktur übersteigt den Placebo-Effekt nicht.
Die Physiotherapie, mit dem Ziel der muskulären Stabilisation der Halswirbelsäule, ist sehr wichtig. Allerdings ist darauf zu achten, dass der behandelnde Therapeut nicht laufend chirotherapeutisch interveniert – das sollte einem entsprechend ausgebildeten Arzt vorbehalten bleiben. Physiotherapie in einem akuten Schmerzzustand ist allerdings meistens sinnlos, die empfundenen Schmerzen machen es gar nicht möglich, die Muskulatur der Halswirbelsäule so weit zu belasten, dass ein Trainingseffekt zustande kommen könnte. Zunächst sollte also für eine ausreichende Schmerzlinderung gesorgt werden, mit der ein therapeutischer Zugang geschaffen wird.
Sehr wirksam ist Wärme. Die Verordnung von Massagen und Heißluft ist möglich.
Stabilisierende Schaumstoffkragen zu verordnen ist problematisch. Die Muskulatur der Halswirbelsäule wird durch diesen Kragen weniger gefordert und verliert an Kraft; auf Dauer verschlimmert eine solche Behandlung das Krankheitsbild.
Bandscheibenoperationen sind dann sinnvoll, wenn es zu schweren Ausfällen der Nervenversorgung gekommen ist. Der schmerztherapeutische Nutzen dieser Eingriffe ist meistens enttäuschend.